# خطوط إس سفن الرحلة 778
خطوط إس سفن الرحلة 778 طائرة إيرباص إيه 310-324 كانت تحمل علي متنها 195 راكبا و8 من أفراد الطاقم في رحلة طيران من موسكو إلي إيركوتسك في 9 يوليو 2006 بقيادة الكابتن سيرجي جيناديفيتش البالغ من العمر 45 عاما ذات خبرة طيران للشركة لمدة 22 عاما والمساعد أول فلاديمير غريغوريفيتش البالغ من العمر 48 عاما ذات خبرة طيران للشركة لمدة 25 عاما وقبل الهبوط إمتلئ المدرج 12L بمياه الأمطار وحولت مقاتلات سوخوي سو-24 الروسية وطائرة إطفاء الحرائق البرمائية بيريف بي إي -200 لمطار بديل ولكن الرحلة 778 أستمرت بالاقتراب والهبوط وتسبب خطأ الطيار بسبب عدم الإتجاه لمطار بديل وامتلاء المدرج بالمياه بسبب الطقس السئ وتصميم المدرج وعطل عاكس الدفع للمحرك الأيسر بتجاوز الطائرة المدرج وتحطمها علي بعد 210 مترآ من المدرج 12L لمطار إيركوتسك الدولي بسرعة 180 كم/س وتحطمت عدة الهبوط الأمامية والجناح الأيسر وإحترقت مصقورة الركاب وتهشمت قمرة القيادة ولم ينجو سوي ذيل الطائرة والجناح الأيمن وقتل 125 شخصا من بينهم الطيارين معظمهم ماتوا بسبب التحطم والبقية ماتوا بسبب غاز أول أكسيد الكربون ونجا 78 شخصا وكانوا 63 شخصا منهم جريحا و15 شخصا بدون جراح طفيفة وخطرة.